# Rang De Basanti
Rang De Basanti (bra: Pinta-Me da Cor do Açafrão) é um filme indiano de 2006 dirigido por Rakeysh Omprakash Mehra.
Foi selecionado como representante da Índia à edição do Oscar 2007, organizada pela Academia de Artes e Ciências Cinematográficas.[carece de fontes?]

## Elenco
- Aamir Khan
- Siddharth Narayan
- Atul Kulkarni
- Kunal Kapoor
- Sharman Joshi